# اوام‌اس سیف‌هاربر
اوام‌اس سیف‌هاربر (به انگلیسی: OMS Safeharbor) یک شرکت خصوصی است که در سال ۲۰۰۰ در لوول، ماساچوست تشکیل شد و در حوزهٔ نرم‌افزارهای رایانه فعالیت می‌کند.
 این نرم‌افزار در در رده نرم‌افزارهای ویکی مانند مدیریت دانش بشمار می¬آید. این نرم‌افزار از جمله نرم‌افزارهای تحت وب و ابری به‌شمار می آید.
شرکت سیف‌هاربر، از پیشگامان توسعه برنامه‌های کاربردی پایگاه دانش و راه حل‌های مدیریت دانش برای بیش از پانزده سال بوده‌است. سال ۲۰۱۳ شرکت سیف‌هاربر همکاری تجاری خود با Enghouse Interactive را آغاز کرد و در نتیجه این همکاری توانست سرویس‌های خود را توسعه دهد. شرکت Enghouse Interactive توسعه دهنده جامع‌ترین پورتفولیوی راه حل‌های مدیریت تعاملات، تعاملات ساختار یافته، ساختار نیافته و سلف سرویس در جهان می‌باشد.

## محصولات و خدمات

### اسمارت ساپورت
اسمارت ساپورت (به انگلیسی: SmartSupport) یک پلتفرم مدیریت دانش است که پایگاه دانش، فروم‌ها و قابلیت‌های میز کمک را ادغام می‌نماید. این برنامه با ارائه ابزارهایی جهت مدیریت داخلی و تعاملات کارمندان، به مدیر پایگاه دانش قدرت و انعطاف‌پذیری را برای توسعه و مدیریت محتوا می‌دهد. واسط کاربری این برنامه بسیار ساده می‌باشد و کاربران قادر به یافتن پاسخ خود در سریع‌ترین زمان ممکن خواهند بود.
این نرم‌افزار یک پلتفرم مدیریت دانش است که پایگاه دانش، فروم‌ها و قابلیت‌های یک میز کمک را ادغام می‌نماید. این برنامه با ارائه ابزارهایی جهت مدیریت داخلی و تعاملات کارمندان، به مدیر پایگاه دانش قدرت و انعطاف‌پذیری را برای توسعه و مدیریت محتوا می‌دهد. واسط کاربری این برنامه بسیار ساده می‌باشد و کاربران قادر به یافتن پاسخ خود در سریع‌ترین زمان ممکن خواهند بود. این پلتفرم از طریق کاهش درخواست‌های پشتیبانی مشتریان و افزایش رضایت مشتریان، به سازمان جهت صرفه جویی در زمان و هزینه کمک می‌نماید. با استفاده از این پلتفرم می‌توانید یک پایگاه دانش و فروم قابل جستجو و قدرتمند را تنها در عرض چند دقیقه به وبسایت خود یا هر محیط تحت وب اضافه نمایید و در هر کجا و هر زمان دسترسی به اطلاعات را برای مشتریان و کارمندان خود فراهم آورید. در واقع قادر خواهید بود تا محتوای پشتیبای خود را مدیریت کنید. استفاده از این پلتفرم مقرون به صرفه بوده و شاهد بازگشت سرمایه در طی شش ماه یا کمتر خواهید بود. با استفاده از سرویس مدیریت پایگاه دانش شاهد بهبود فرایندها در بخش پشتیبانی مشتریان، عملیات، توسعه و فروش خواهید بود.

#### ابزار و ویژگی‌ها
- جستجوی سریع و هوشمند
- تعریف کاربران
- تعریف دپارتمان‌ها
- ایجاد مقاله
- ایجاد هشدار
- ایچاد فرم‌های سفارشی
- پورتال‌های نامحدود
- سفارشی سازی قالب پورتال
- رسانه
- گزارش
- برگه پیگیری
- فروم
- پشتیبانی از طریق چندین کانال و به صورت یکپارچه[۷]

#### مقایسه با شیرپوینت
استفاده از شیرپوینت به عنوان نرم‌افزار مدیریت دانش ایده خوبی نمی‌باشد. زیرا کار کردن با آن بسیار سخت است و برای پیاده‌سازی گاهی به توسعه دهندگان و طراحان نیاز دارد. شاید سال‌ها طول بکشد تا بتوان بر این نرم‌افزار تسلط یافت. در زمان سفارشی سازی و به روز رسانی به نسخه‌های بالاتر ممکن است با مشکلات جدی مواجه شوید. درست است که شر پوینت یک نرم‌افزار بسیار قوی است اما نمی‌تواند هر کاری را انجام دهد؛ بنابراین باید به منابعی که جهت استفاده از آن صرف می‌شود دقت نمود. شرپوینت جهت کار تیمی و تعاملی طراحی شده‌است و یک انبار مستندات دارد که می‌توان مستندات را ذخیره، نسخه بندی و پیگیری نمود. اما مدیریت دانش بسیار فراتر از انبار مستندات است. دانش دائماً در حال توسعه بوده و توسط متخصصان، ایمیل‌ها و کامنت‌ها، ایده‌ها و بازخوردها در حال تولید می‌باشد. به صورت خلاصه می‌توان گفت شرپوینت مواردی مانند ویرایشگر مقاله برای ایجاد، تعامل و طبقه‌بندی سریع مقالات، جستجوی قدرتمند، تعامل راحت با سیستم و ایجاد سریع پورتال‌ها را در اختیار شما قرار نمی‌دهد. همچنین شر پوینت ۲۰۱۳ با آفیس ۳۶۵ کار می‌کند و بنابراین می‌تواند در کلود (مراکز داده مایکروسافت) اجرا شود اما شرکت‌های کمی برای این مهاجرت اقدام کرده‌اند زیرا پروسه‌ای زمانبر و پرهزینه دارد. این درحالی است که نتایج تحقیقات مؤسسه گارتنر در سال ۲۰۱۳ در مورد بیش از ۲۰۰۰ شرکت نشان می‌دهد که مهاجرت به سمت کلود و اجاره نرم‌افزار (Software As A Service)یکی از اولویت‌ها می‌باشد. به‌طور کلی با وجود قدرتمند بودن شر پوینت باید در مورد تخصص‌های مورد نیاز و هزینه‌ها و منابعی که باید صرف راه‌اندازی و نگهداری آن شود دقت نمود.

#### نیازمندی ها (مرورگر)
- فایرفاکس: v. 29.1 and higher
- گوگل کروم: v. 34 and higher
- Safari:
  - OS X: v. 6.1.4 and higher
  - Microsoft Windows: 5.1.7
- MS Internet Explorer: v. 10 and higher

### بهینه‌ساز مقالات اسمارت تست
اسمارت تست (به انگلیسی: SmartTEST) یک برنامه کاربردی است که بازگشت سرمایه پایگاه دانش را به حداکثر مقدار خود می‌رساند. با استفاده از مقایسه مقاله‌های موجود و آنالیز رفتار کاربران، نتایج کمّی را پیرامون عملکرد پایگاه دانش شما تعیین می‌نماید. می‌توانید این ابزار را با SmartSupport یکپارچه نموده یا به صورت جداگانه با سایر نرم‌افزارهای مدیریت دانش مورد استفاده قرار دهید.

### خدمات مدیریت دانش
این شرکت به کسب و کارها در اندازه‌های مختلف در مواردی مانند ارزیابی محتوا، ایجاد و تست محتوا، آنالیز و گزارش دهی، همراستایی مرکز تماس و پایگاه دانش، رده‌بندی و تجربیات برتر کمک می‌کند. یکی دیگر از خدمات این شرکت مربوط به سرویس‌ها مرکز تماس می‌باشد. هر شرکت متناسب با خدمات و محصولات خود ممکن است با انبوهی از مستندات و اطلاعات مواجه باشد. تیم مدیریت دانش کمک می‌کند تا ارتباط بین محتوا و خدمات و محصولات شما تعیین شود، اطلاعات اضافی و تکراری را مشخص می‌کند و بر طبق آنالیز انجام شده اطلاعات جدید را ایجاد می‌نماید. کاربر نهایی یک عضو در فرایند یادگیری محسوب می‌شود و تنها به عنوان دریافت‌کننده اطلاعات نمی‌باشد. این کار با کنترل تعاملات بین کاربران و کارمندان، مقایسه مقاله‌ها انجام می‌شود. ایجاد فرهنگ تعاملات برای اخذ، به اشتراک گذاری، استفاده و بهبود دانش از دیگر مزایای استفاده از نرم‌افزار مدیریت دانش می‌باشد. در واقع Safeharbor می‌خواهد اطمینان حاصل کند که مشتری با یک سؤال مشابه بدون توجه به شخص پاسخ دهنده و کانال ارتباطی (تفلن، وب، ایمیل یا..) پاسخ مشابهی دریافت می‌کند و باعث رضایت مشتری و کاهش ترافیک مرکز تماس می‌شود.

### ارزیابی وبسایت پشتیبانی
این ارزیابی با توجه به محک‌های موجود در صنعت مدیریت دانش انجام می‌پذیرد. کارشناسان شرکت ما با آنالیز وبسایت شما، در قالب گزاشی جامع و با جزئیات کامل، طراحی، قابلیت استفاده، پایگاه دانش، پیاده‌سازی جستجو، ویژگی‌های تعاملی، کیفیت تجریه مشتری و .. را ارزیابی می‌کنند. با این گزارش نقاط قوت و ضعف شرکت شما مشخص خواهد شد.